# NGC 7157
NGC 7157 é uma galáxia espiral barrada (SBa) localizada na direcção da constelação de Piscis Austrinus. Possui uma declinação de -25° 21' 03" e uma ascensão recta de 21 horas, 56 minutos e 56,7 segundos.
A galáxia NGC 7157 foi descoberta em 1886 por Frank Leavenworth.